# Raniero Nicolai
Raniero Nicolai (5 ottobre 1893 – Roma, 2 aprile 1958) è stato un poeta italiano, vincitore della medaglia d'oro alle Olimpiadi di Anversa 1920 nella letteratura.

## Biografia
Vinse la medaglia d'oro alle Olimpiadi di Anversa 1920 nella letteratura, con le Canzoni olimpiche.
Dal 1933 al 1939 è stato capo ufficio stampa del Comitato olimpico nazionale italiano; fu poi un convinto sostenitore delle Olimpiadi di Roma 1960.

## Opere
- Canzoni olimpiche (1920)
- Elogio della vita (1923)
- Sport and diporto (1928)
- Ispirazione ed arti plastiche (1947)

## Palmarès
- Giochi olimpici:
  - Olimpiadi di Anversa 1920: oro letteratura